# Горица при Оплотници
Горица при Оплотници (словен. Gorica pri Oplotnici) је насељено место у општини Оплотница, Подравска регија, Словенија.

## Историја
До територијалне реорганизације у Словенији била је у саставу старе општине Словенска Бистрица.

## Становништво
У попису становништва из 2011. године, Горица при Оплотници је имала 226 становника.
| Број становника према пописима | Број становника према пописима | Број становника према пописима |
| ------------------------------ | ------------------------------ | ------------------------------ |
| 1991                           | 2002                           | 2011                           |
| 191                            | 211                            | 226                            |

Напомена: До 1998. исказивано под именом Горица. Године 1988. умањено за део насеља који је припојен насељу Оплотница.